# Hecho geográfico
Un hecho geográfico es aquel que ocurre en la superficie terrestre, y que se caracteriza por su permanencia, estabilidad y porque su formación es un proceso más o menos largo. Por ejemplo, los orígenes de una llanura, la formación de los ríos, etc.
En cambio el fenómeno geográfico se produce cuando es posible observar un cambio en la superficie terrestre. Estos alteran el ambiente y algunos normalmente no se pueden predecir, duran solo un tiempo. Por ejemplo, un terremoto, la erupción volcánica, las lluvias torrenciales, tsunamis, trombas, huracanes, etc.
Emmanuel de Martonne, padre de la geografía moderna, consideraba que los hechos y fenómenos geográficos tenían una conexión. Se inicia con el hecho geográfico, a este le ocurre un cambio. El cambio se conoce como fenómeno geográfico. Una vez registrado el cambio vuelve a ser considerado un hecho geográfico. Un ejemplo de esto es la presencia de un tornado. Se inicia con un paisaje estable (hecho geográfico), luego ocurre el tornado y el paisaje es modificado (fenómeno geográfico) y posteriormente el paisaje modificado pasa a ser de nuevo un hecho geográfico.

## Orígenes de hechos y fenómenos geográficos

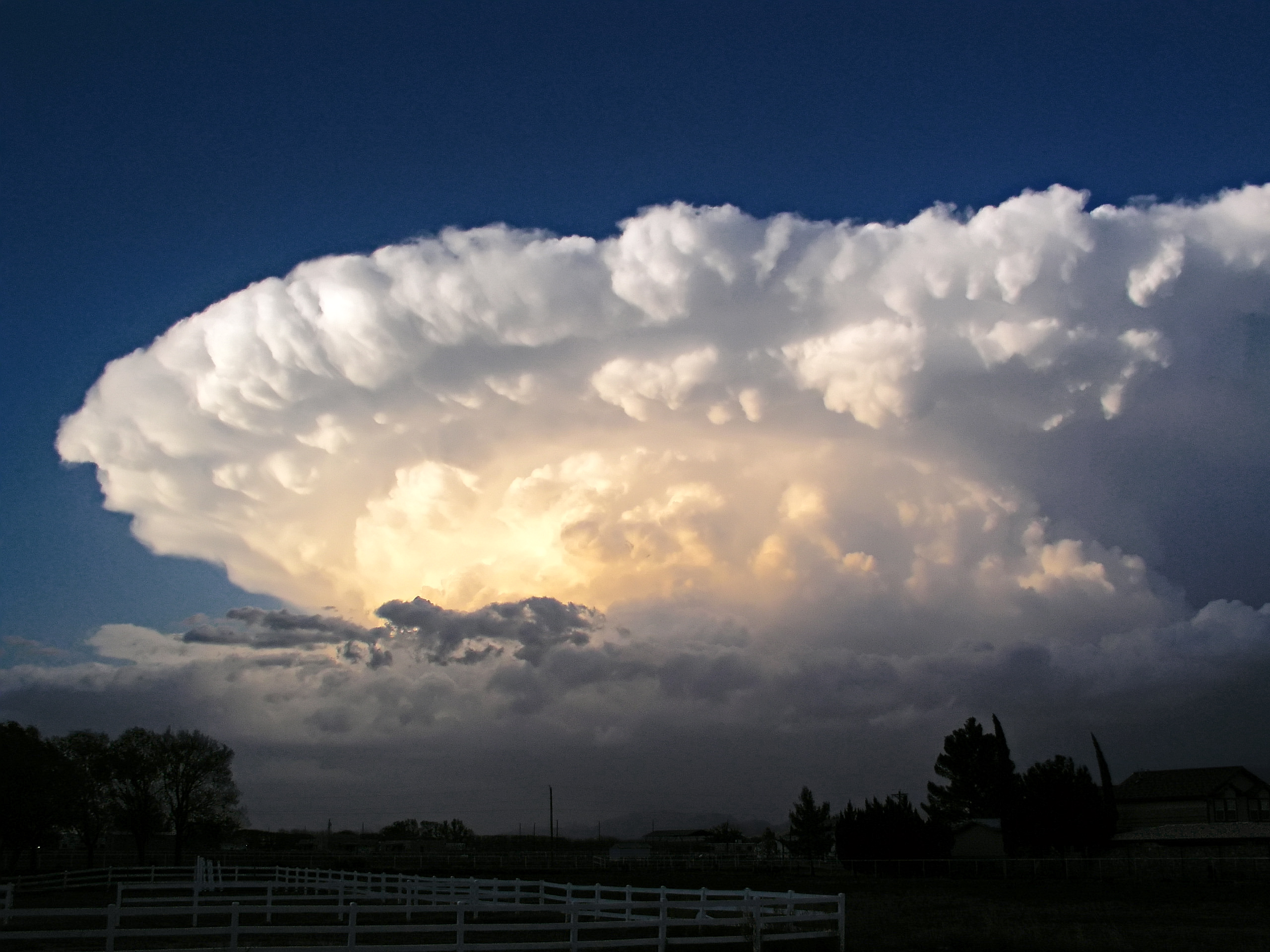
Fenómeno geográfico de origen físico.

- Origen físico: los hechos y fenómenos geográficos que tienen un origen físico son aquellos que ocurren sin la intervención de ningún ser vivo y corresponden únicamente a la naturaleza. Como ejemplos están la formación de un océano, de una cadena montañosa, de un volcán, la separación de la Pangea, etc.

- Origen biológico: estos son ocasionados por la acción de todos los seres vivos, excepto el hombre. Ejemplos de estos son todos los componentes del «paisaje verde», que es ocasionado por la actividad de los seres vivos, tales como la formación de arrecifes de coral, la fijación del sustrato por la vegetación, etc.

- Origen humano: estos incluyen todas las alteraciones del paisaje ocasionadas por la mano del ser humano. Ejemplos de estos los podemos ver en la agricultura, minería, obras públicas (presas, puertos, etc.), la urbanización (viviendas, carreteras, edificios, etc).

- Datos: Q5893373